# Jonas Hiller
Pour les articles homonymes, voir Hiller.
Jonas Hiller, né le 12 février 1982 à Felben-Wellhausen dans le canton de Thurgovie, est un gardien de but professionnel suisse de hockey sur glace.

## Biographie

### Carrière en club
Il débute dans la Ligue nationale A, ligue élite de son pays, en 2000 dans la catégorie junior avec le club du HC Davos. Au cours de la saison, il joue également avec l'équipe senior. Par la suite, il remporte à trois reprises le championnat de Suisse (en 2002, 2005, 2007) ainsi que la Coupe Spengler.
Entre-temps, il a également joué pour le Lausanne HC en 2003-04, où il a disputé les barrages de promotion-relégation et sauvé son équipe. Il a également joué un match avec le HC La Chaux-de-Fonds. Lors du lock-out de la LNH en 2004-2005, trois nouveaux joueurs rejoignent le HC Davos : Joseph Thornton, Niklas Hagman et Richard Nash. Grâce à ses nouveaux coéquipiers, il est remarqué par les recruteurs de LNH puisqu'il gagne le titre de champion de Suisse et reçoit le titre du meilleur gardien de la saison.

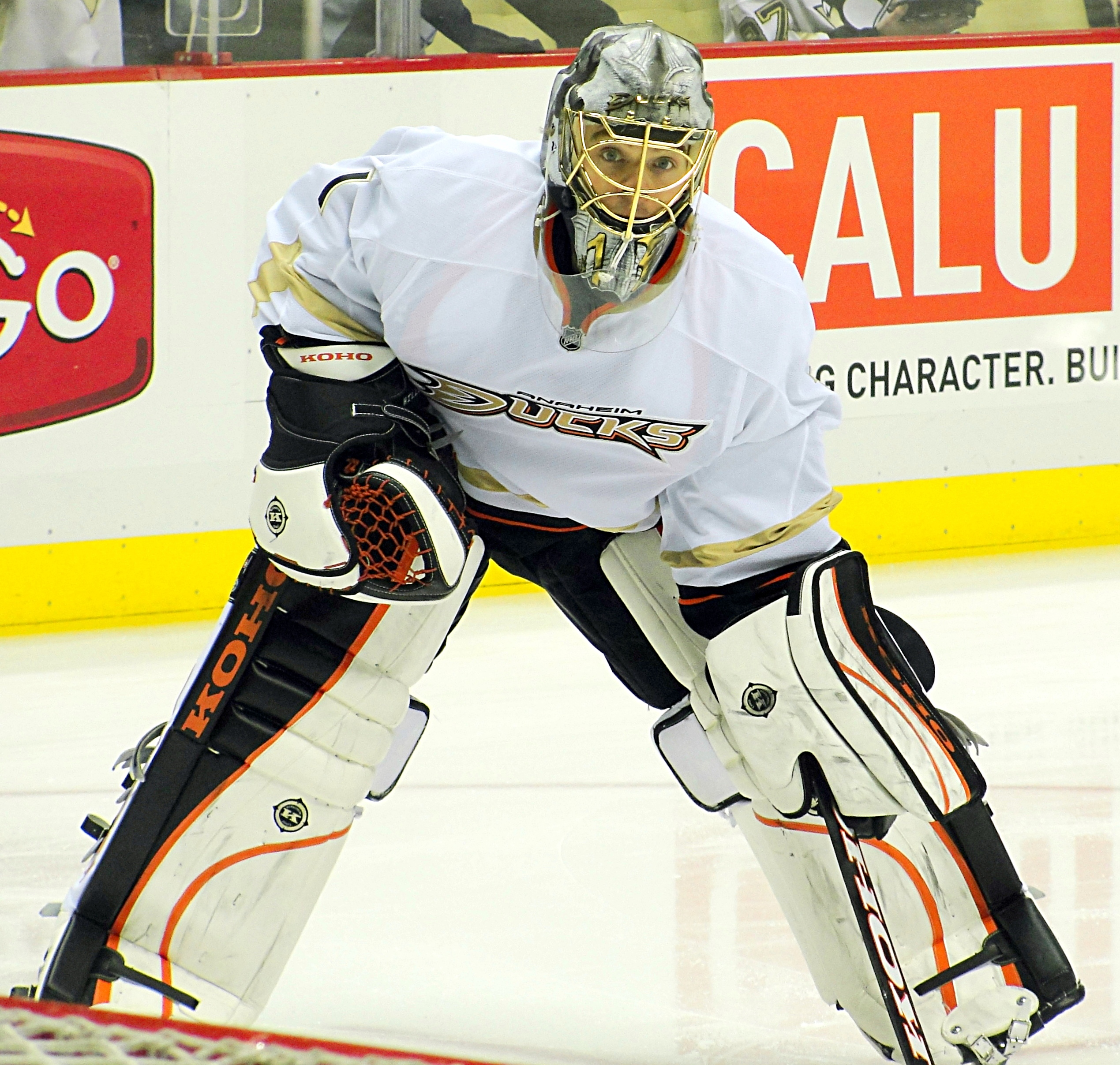
Jonas Hiller avec les Ducks d'Anaheim.

Lors du championnat du monde 2007, il supplante au sein de l'équipe nationale suisse David Aebischer comme gardien titulaire. Depuis le 1er octobre 2007, il joue pour les Ducks d'Anaheim dans la LNH faisant des aller-retour entre les Ducks et leur équipe affiliée des Pirates de Portland de la Ligue américaine de hockey. Mi-novembre, à la suite du départ d'Ilia Bryzgalov pour les Coyotes de Phoenix, il est appelé pour être le gardien numéro 2 de la franchise. En tout, pour sa première saison en NHL, Hiller aura disputé 23 matchs(10 victoires et 7 défaites).

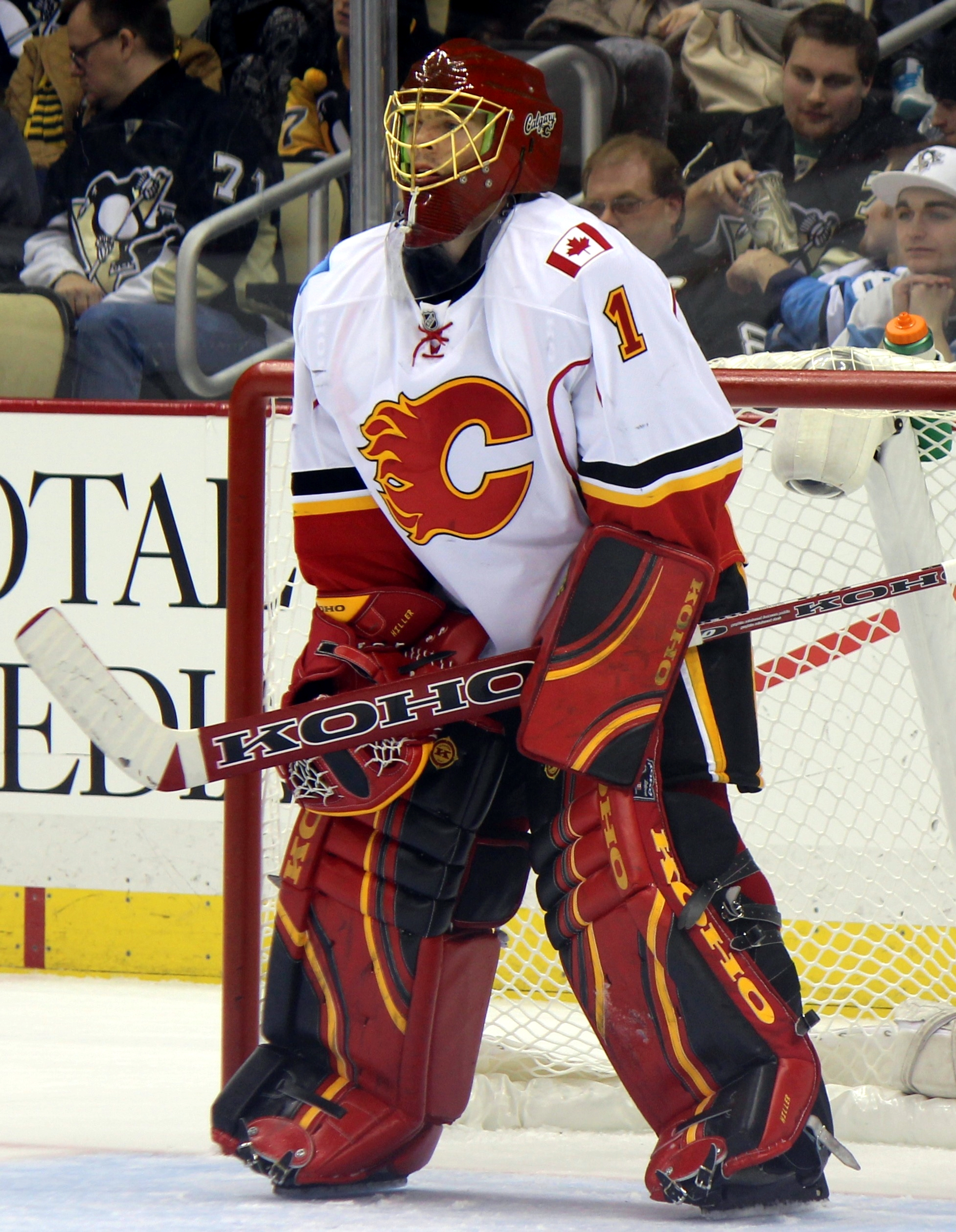
Jonas Hiller avec les Flames de Calgary.

À la fin de sa deuxième saison en LNH, Jonas Hiller prend la place de gardien titulaire des Ducks d'Anaheim, jusque-là occupée par Jean-Sébastien Giguère, grâce à une série de 9 victoires en 12 matches qui permet aux Ducks de se qualifier pour les séries éliminatoires. Pour son premier match en séries, il réussit un blanchissage face aux Sharks de San José. Il contribue ensuite largement au succès de son équipe 4-2 dans la série ; il réussit en effet 2 blanchissages, et est élu 3 fois meilleur joueur du match. 
Les Ducks d'Anaheim se font ensuite éliminer en 7 matchs par les Red Wings de Détroit, non sans que Jonas Hiller ait été élu trois fois meilleur homme du match (lors des trois victoires des Ducks). Finalement, ces séries auront permis à Hiller d'atteindre une nouvelle dimension, en étant désormais considéré comme l'un des meilleurs gardiens de la LNH auprès du public et des clubs.
Après un début de saison 2009-2010 difficile pendant lequel son équipe occupe un temps la dernière place de son association, Jonas Hiller émerge une nouvelle fois comme gardien numéro un des Ducks lors du mois de janvier où il remporte neuf des treize matchs auxquels il prend part. Le 30 janvier 2010, son contrat est prolongé de quatre années supplémentaires par la franchise californienne. Quelques jours plus tard, Jean-Sébastien Giguère est échangé aux Maple Leafs de Toronto dans le but de faire de Hiller le gardien titulaire de la franchise.
Le 11 janvier 2011, Jonas Hiller est sélectionné pour disputer le 58e Match des étoiles de la Ligue nationale de hockey, juste après avoir réalisé deux blanchissages de suite, ce qui n'avait plus été réussi par un gardien la franchise depuis 2002. Il ne disputera cependant plus que trois rencontres dans la saison après cette compétition, en raison de vertiges récurrents, alors qu'il était considéré comme un réel candidat au Trophée Vézina avant sa blessure.
Au terme de la saison 2015-2016, il annonce revenir en Suisse en signant au HC Bienne.

### Carrière internationale

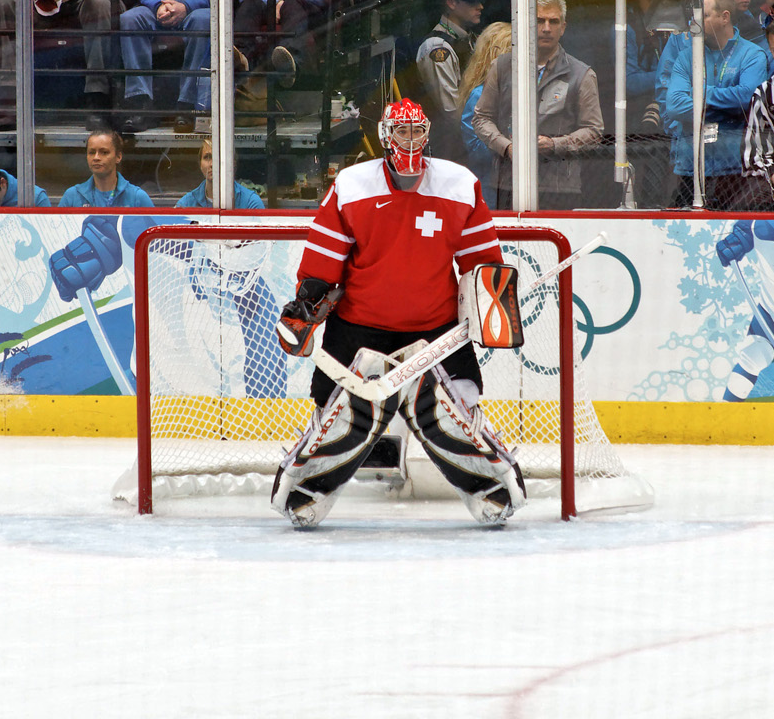
Jonas Hiller avec le maillot de son équipe nationale.

Il fait ses débuts avec l'équipe de Suisse pour la première fois lors des phases de qualification pour les Jeux olympiques de 2006. Même s'il aide son équipe à se qualifier, il ne fait pas le voyage un an plus tard pour Turin, David Aebischer, Marco Bührer et Martin Gerber lui sont préférés.
Il participe par la suite aux championnats du monde 2006, 2007 et 2008. Il ne participe pas aux championnats du monde 2009 qui ont lieu en Suisse, son pays origine, car il est engagé avec son club en séries de LNH. Il est sélectionné pour disputer les Jeux olympiques de 2010, où il est le gardien titulaire de l'équipe de Suisse.

## Trophées et honneurs personnels
- Ligue nationale A
  - 2004-2005 — champion avec le HC Davos
  - 2004-2005 — meilleur gardien de la saison
  - 2006-2007 — champion avec le HC Davos
  - 2006-2007 — meilleur gardien de la saison
  - 2006-2007 — meilleur joueur du championnat[16]
- Ligue nationale de hockey
  - 2010-2011 — sélectionné pour le 58e Match des étoiles de la Ligue nationale de hockey

## Statistiques

### En club
| Saison    | Équipe               | Ligue |    | Saison régulière | Saison régulière | Saison régulière | Saison régulière | Saison régulière | Saison régulière | Saison régulière | Saison régulière | Saison régulière | Saison régulière |    | Séries éliminatoires | Séries éliminatoires | Séries éliminatoires | Séries éliminatoires | Séries éliminatoires | Séries éliminatoires | Séries éliminatoires | Séries éliminatoires | Séries éliminatoires |
| Saison    | Équipe               | Ligue | PJ | V                | D                | Pr/N             | Min              | BC               | Moy              | % Arr            | Bl               | Pun              | PJ               | V  | D                    | Min                  | BC                   | Moy                  | % Arr                | Bl                   | Pun                  |                      |                      |
| 2000-2001 | HC Davos             | LNA   | 1  | 0                | 0                | 0                | 43               | 1                | 1,00             |                  |                  | 0                | 0                | 0  | 0                    | 0                    | 0                    | 0                    | 0                    | 0                    | 0                    |                      |                      |
| 2001-2002 | HC Davos             | LNA   | 0  | 0                | 0                | 0                | 0                | 0                | 0                | 0                | 0                | 0                | 0                | 0  | 0                    | 0                    | 0                    | 0                    | 0                    | 0                    | 0                    |                      |                      |
| 2002-2003 | HC Davos             | LNA   | 0  | 0                | 0                | 0                | 0                | 0                | 0                | 0                | 0                | 0                | 0                | 0  | 0                    | 0                    | 0                    | 0                    | 0                    | 0                    | 0                    |                      |                      |
| 2003-2004 | Lausanne HC          | LNA   | 13 |                  |                  |                  | 709              | 64               | 3,55             |                  | 1                | 0                | 4                | 4  | 0                    |                      | 7                    | 1,67                 |                      | 0                    | 0                    |                      |                      |
| 2003-2004 | HC La Chaux-de-Fonds | LNB   | 1  | 0                | 1                | 0                |                  | 4                | 4,00             |                  | 0                | 0                | -                | -  | -                    | -                    | -                    | -                    | -                    | -                    | -                    |                      |                      |
| 2004-2005 | HC Davos             | LNA   | 43 | 26               | 12               | 4                | 2 523            | 95               | 2,26             |                  | 8                | 0                | 15               | 12 | 3                    |                      | 34                   | 2,19                 |                      | 0                    | 2                    |                      |                      |
| 2005-2006 | HC Davos             | LNA   | 44 | 23               | 16               | 5                |                  | 110              | 2,47             |                  | 3                | 2                | 15               | 9  | 6                    |                      | 45                   | 3,00                 |                      | 1                    | 0                    |                      |                      |
| 2006-2007 | HC Davos             | LNA   | 44 | 28               | 16               | 0                | 2 656            | 115              | 2,60             |                  | 3                | 2                | 19               | 12 | 7                    | 1 138                | 39                   | 2,05                 |                      | 3                    | 2                    |                      |                      |
| 2007-2008 | Pirates de Portland  | LAH   | 6  | 3                | 2                | 1                | 370              | 13               | 2,11             | 92,9             | 0                | 0                | -                | -  | -                    | -                    | -                    | -                    | -                    | -                    | -                    |                      |                      |
| 2007-2008 | Ducks d'Anaheim      | LNH   | 23 | 10               | 7                | 1                | 1 223            | 42               | 2,06             | 92,7             | 0                | 0                | -                | -  | -                    | -                    | -                    | -                    | -                    | -                    | -                    |                      |                      |
| 2008-2009 | Ducks d'Anaheim      | LNH   | 46 | 23               | 15               | 1                | 2 486            | 99               | 2,39             | 91,9             | 4                | 0                | 13               | 7  | 6                    | 807                  | 13                   | 2,23                 | 94,3                 | 2                    | 0                    |                      |                      |
| 2009-2010 | Ducks d'Anaheim      | LNH   | 59 | 30               | 23               | 4                | 3 338            | 152              | 2,73             | 91,8             | 2                | 2                | -                | -  | -                    | -                    | -                    | -                    | -                    | -                    | -                    |                      |                      |
| 2010-2011 | Ducks d'Anaheim      | LNH   | 49 | 26               | 16               | 3                | 2 672            | 114              | 2,56             | 92,4             | 5                | 0                | -                | -  | -                    | -                    | -                    | -                    | -                    | -                    | -                    |                      |                      |
| 2011-2012 | Ducks d'Anaheim      | LNH   | 73 | 29               | 30               | 12               | 4 253            | 182              | 2,57             | 91,0             | 4                | 0                | -                | -  | -                    | -                    | -                    | -                    | -                    | -                    | -                    |                      |                      |
| 2012-2013 | Ducks d'Anaheim      | LNH   | 26 | 15               | 6                | 4                | 1 498            | 59               | 2,36             | 91,3             | 1                | 2                | 7                | 3  | 4                    | 439                  | 18                   | 2,46                 | 91,7                 | 1                    | 0                    |                      |                      |
| 2013-2014 | Ducks d'Anaheim      | LNH   | 50 | 29               | 13               | 7                | 2 909            | 120              | 2,48             | 91,1             | 5                | 0                | 6                | 2  | 2                    | 219                  | 8                    | 2,19                 | 90,6                 | 0                    | 0                    |                      |                      |
| 2014-2015 | Flames de Calgary    | LNH   | 52 | 26               | 19               | 4                | 2 871            | 113              | 2,36             | 91,8             | 1                | 0                | 7                | 3  | 3                    | 322                  | 14                   | 2,61                 | 91,9                 | 0                    | 0                    |                      |                      |
| 2015-2016 | Flames de Calgary    | LNH   | 26 | 9                | 11               | 1                | 1 351            | 79               | 3,51             | 87,9             | 1                | 0                | -                | -  | -                    | -                    | -                    | -                    | -                    | -                    | -                    |                      |                      |
| 2016-2017 | HC Bienne            | LNA   | 47 | 22               | 21               | 3                | 2 803            | 127              | 2,72             | 91,6             | 2                | 0                | 5                | 1  | 4                    | 307                  | 14                   | 2,73                 | 92,4                 | 0                    | 0                    |                      |                      |
| 2017-2018 | HC Bienne            | NL    | 47 |                  |                  |                  | 2 805            |                  |                  |                  |                  |                  |                  |    |                      |                      |                      |                      |                      |                      |                      |                      |                      |
| 2018-2019 | HC Bienne            | NL    | 44 |                  |                  |                  | 2 627            |                  |                  |                  |                  |                  |                  |    |                      |                      |                      |                      |                      |                      |                      |                      |                      |
| 2019-2020 | HC Bienne            | NL    | 39 |                  |                  |                  | 2 367            |                  |                  |                  |                  |                  |                  |    |                      |                      |                      |                      |                      |                      |                      |                      |                      |

### En sélection nationale
| Année | Équipe | Compétition          |   | PJ   | Min | BC   | Moy  | % Arr | Bl | Pun                      |  | Résultat |
| 2007  | Suisse | Championnat du monde | 6 | 3,59 |     | 2,51 | 91,0 | 0     | 0  | 8e place                 |  |          |
| 2008  | Suisse | Championnat du monde | 3 | 151  | 7   | 2,79 | 91,5 | 0     | 2  | 7e place                 |  |          |
| 2010  | Suisse | Jeux olympiques      | 5 | 316  | 13  | 2,47 | 91,8 | 0     | 0  | 8e place                 |  |          |
| 2014  | Suisse | Jeux olympiques      | 3 | 179  | 2   | 0,67 | 97,1 | 2     | 0  | 9e place                 |  |          |
| 2017  | Suisse | Championnat du monde | 2 | 71   | 6   | 5,04 | 81,8 | 0     | 0  | 6e place                 |  |          |
| 2018  | Suisse | Jeux olympiques      | 4 | 155  | 3   | 1,14 | 95,6 | 0     | 0  | 8e place                 |  |          |
| 2018  | Suisse | Championnat du monde |   |      |     |      |      |       |    | Médaille d'argent, monde |  |          |